# Партия на демократичната революция
 Тази статия е за партията в Мексико.  За пратията в Турция вижте Партия на националното действие (Турция).  
Партията на демократичната революция (на испански: Partido de la Revolución Democrática, PRD) е една от трите основни политически партии в Мексико. Тя заема леви позиции в мексиканския политически спектър, като идеологията ѝ е базирана на демократичния социализъм. Основана е през 1989 година от представители на лявото крило на управляващата Институционна революционна партия и на няколко малки социалистически и комунистически организации. Ползва се с най-голямо влияние в южните части на страната.